# Kuttelsuppe

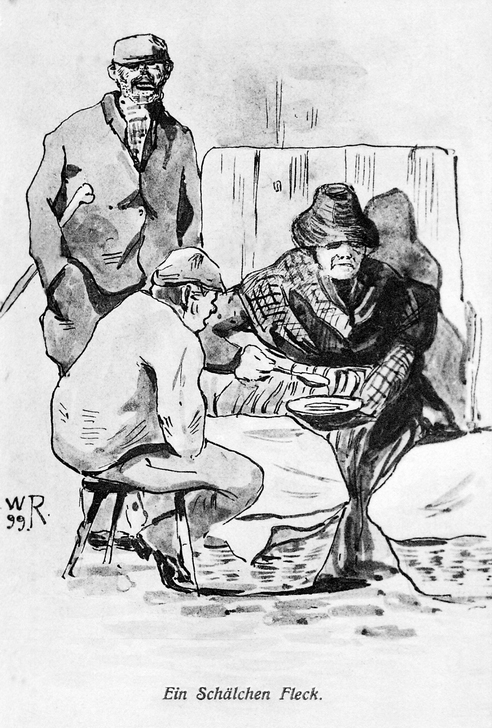
Fleck-Verkäuferin in Ostpreußen, Postkarte von 1899

Kuttelsuppe oder Flecksuppe, teils auch Kuttelflecksuppe, ist eine meist mit Essig gesäuerte, leicht gebundene Suppe aus Kutteln, regional Fleck oder Flecke genannt, die in Varianten in zahlreichen Ländern verbreitet ist. Bekannt ist sie unter anderem in Deutschland, Österreich, Frankreich, Tschechien, Slowakei, Polen, Ungarn, Rumänien sowie den Balkanländern und in der Türkei. In Tschechien und der Slowakei wird die Suppe allerdings nicht mit Essig gesäuert, sondern mit süßem oder scharfem roten Paprika zubereitet.

## Varianten
Für eine österreichische Steirische Flecksuppe oder eine tschechische Dršťková polévka werden zuerst die Kutteln in Salzwasser weichgekocht und in Streifen geschnitten. Anschließend werden sie in Schmalz mit Zwiebeln und Knoblauch angedünstet, mit Fleischbrühe und Weinessig abgelöscht, mit Lorbeer, Salz und Pfeffer gewürzt, eventuell mit einer dunklen Mehlschwitze mit Zwiebeln vollendet und zu Ende gegart.
Der Königsberger Fleck ist eine ost- und westpreußische Suppenspezialität aus Rinderfleck, Wurzelgemüse und Markknochen. Sowohl der Königsberger Fleck als auch die schlesische Pansensuppe Flaki wurden im 19. Jahrhundert in Königsberg und Schlesien als Imbiss auf der Straße verkauft. Zur Zubereitung wird der Rinderfleck mehrere Stunden mit Markknochen gekocht, ehe verschiedenes Wurzelgemüse wie Sellerie und Petersilienwurzel sowie Zwiebeln und Lorbeer hinzugegeben und mitgekocht werden. Wenn die Kutteln weich sind, werden sie kleingeschnitten, mit Mehlschwitze gedünstet, wieder in die Brühe gegeben und mit Essig und gehacktem Majoran abgeschmeckt. Zum Nachwürzen werden Senf, Essig, Salz, Pfeffer und viel geriebener Majoran auf dem Tisch bereitgestellt.
Die polnische Flecksuppe Flaki oder Flaczki war schon im 17. Jahrhundert bei der Szlachta bekannt. Das Rezept wurde jedoch erst Anfang des 19. Jahrhunderts in einem Kochbuch von Lucyna Ćwierczakiewiczowa schriftlich festgehalten. Flaki ist bis heute auch in Litauen, Belarus und der Ukraine bekannt. Sie ist im Grunde identisch mit dem Königsberger Fleck. Durch die Teilungen Polens kam die Suppe auch nach Österreich-Ungarn. Exilanten brachten die Suppe auch nach Frankreich.
Die türkische İşkembe Çorbası (türkisch von işkembe, „Kutteln“, und çorba, „Suppe“) gehört zu den Nationalgerichten der Türkei. Sie wird landesweit in vielen Imbissen und Restaurants angeboten und zum Frühstück wie auch als traditioneller Abschluss abendlicher Kneipenbesuche gegessen. Nachdem die mit Salz eingeriebenen Kutteln einige Stunden gezogen haben, werden sie gewaschen und für mehrere Stunden in Zitronenwasser gekocht. Anschließend werden sie in feine Streifen geschnitten und zusammen mit Mehlschwitze in den Sud zurückgegeben und zu Ende gegart. Gewürzt wird die Suppe mit einer Mischung aus zerdrücktem Knoblauch und Essig. Beim Servieren wird noch ein Löffel zerlassener Butter mit angeröstetem Rosenpaprika hinzugefügt.
Diese Suppe ist auch in Bulgarien unter dem Namen Schkembe tschorba bekannt.
Die rumänische Ciorbă de burtă zählt zu den Nationalgerichten des Landes. Die Zubereitung erfolgt anders als in den obigen Rezepten.
Die italienische Trippa alla Fiorentina (Kutteln Florentiner Art) in Tomatensoße oder -suppe werden von „Trippai“-Street-Food-Verkäufern als lokale Spezialität in Florenz angeboten. Verwendet werden Pansen, Netz- und Blättermagen, aus Labmagen wird  „Lampredotto“ gekocht.
Die Kuttelsuppe tripes war im 19. Jahrhundert ein beliebtes Gericht für Arbeiter in den Markthallen und wird auch heute noch besonders in Pariser Restaurants angeboten.

## Nationale Varietäten

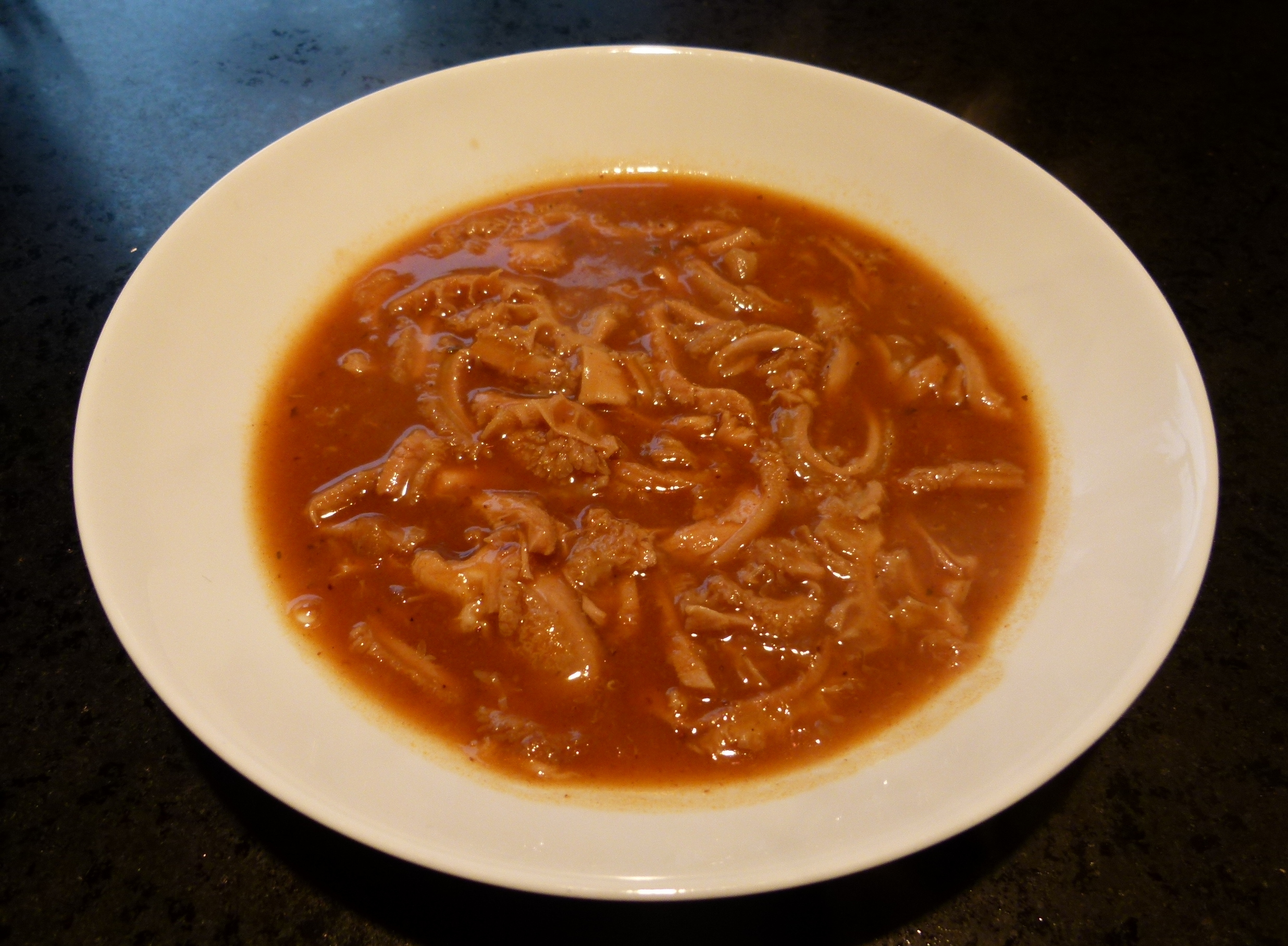
Schwäbische „Saure Kutteln“
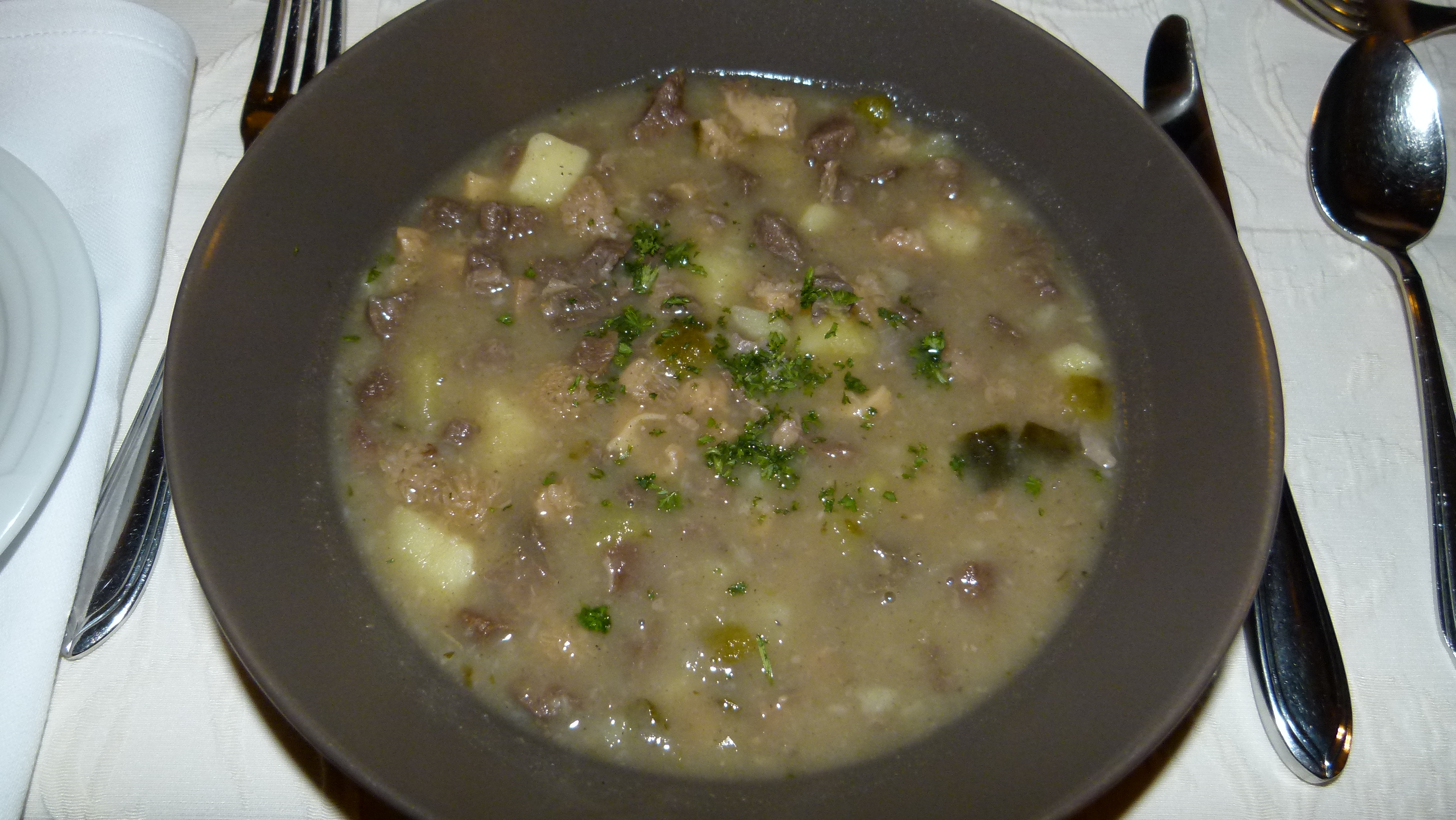
Sächsische Flecke
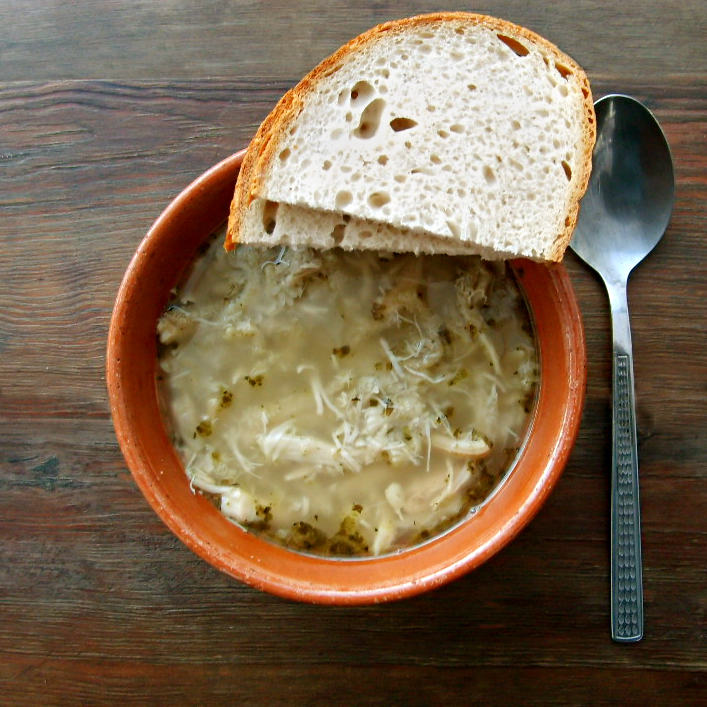
Polnische Flaki
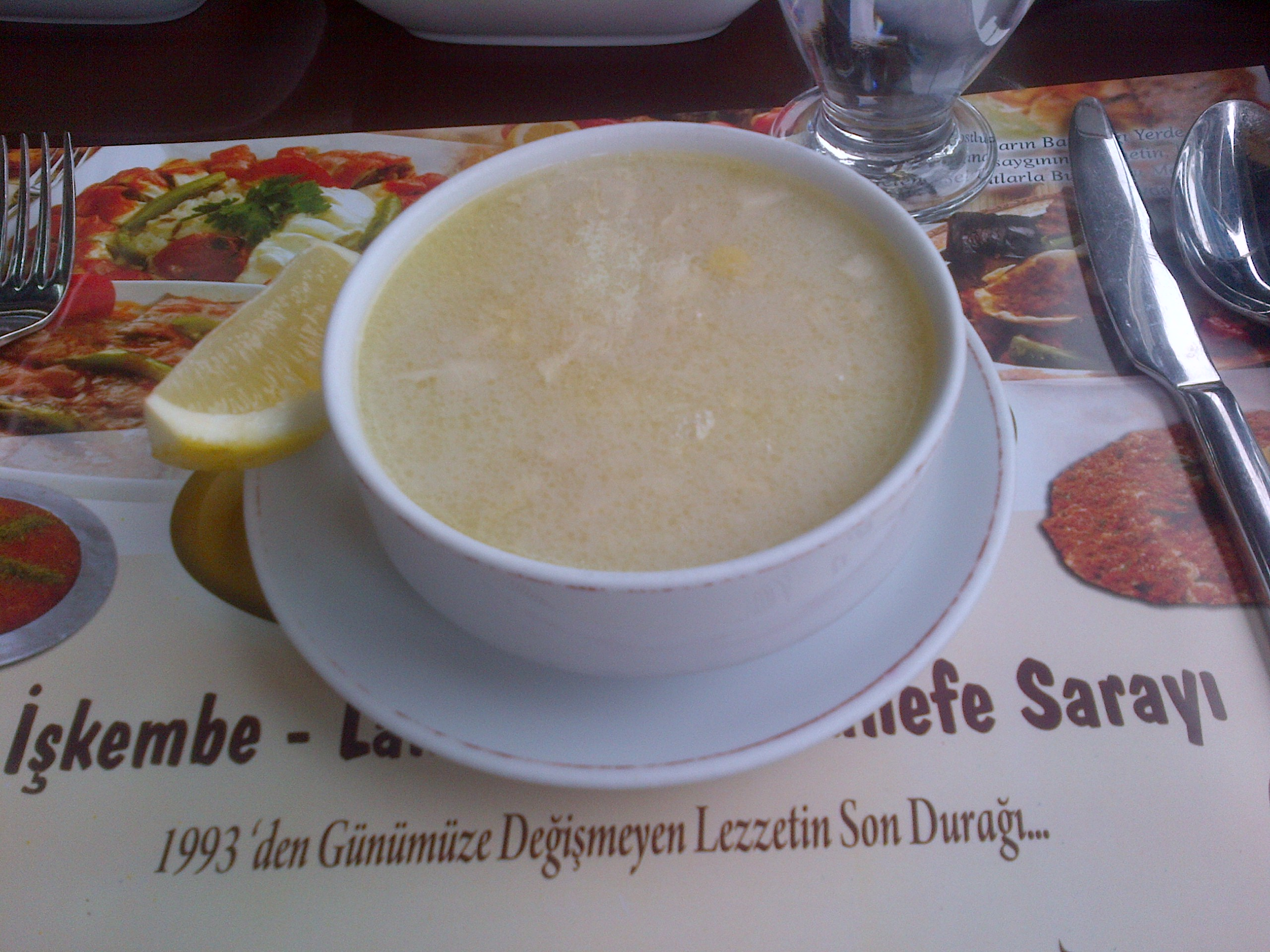
Türkische İşkembe Çorbası
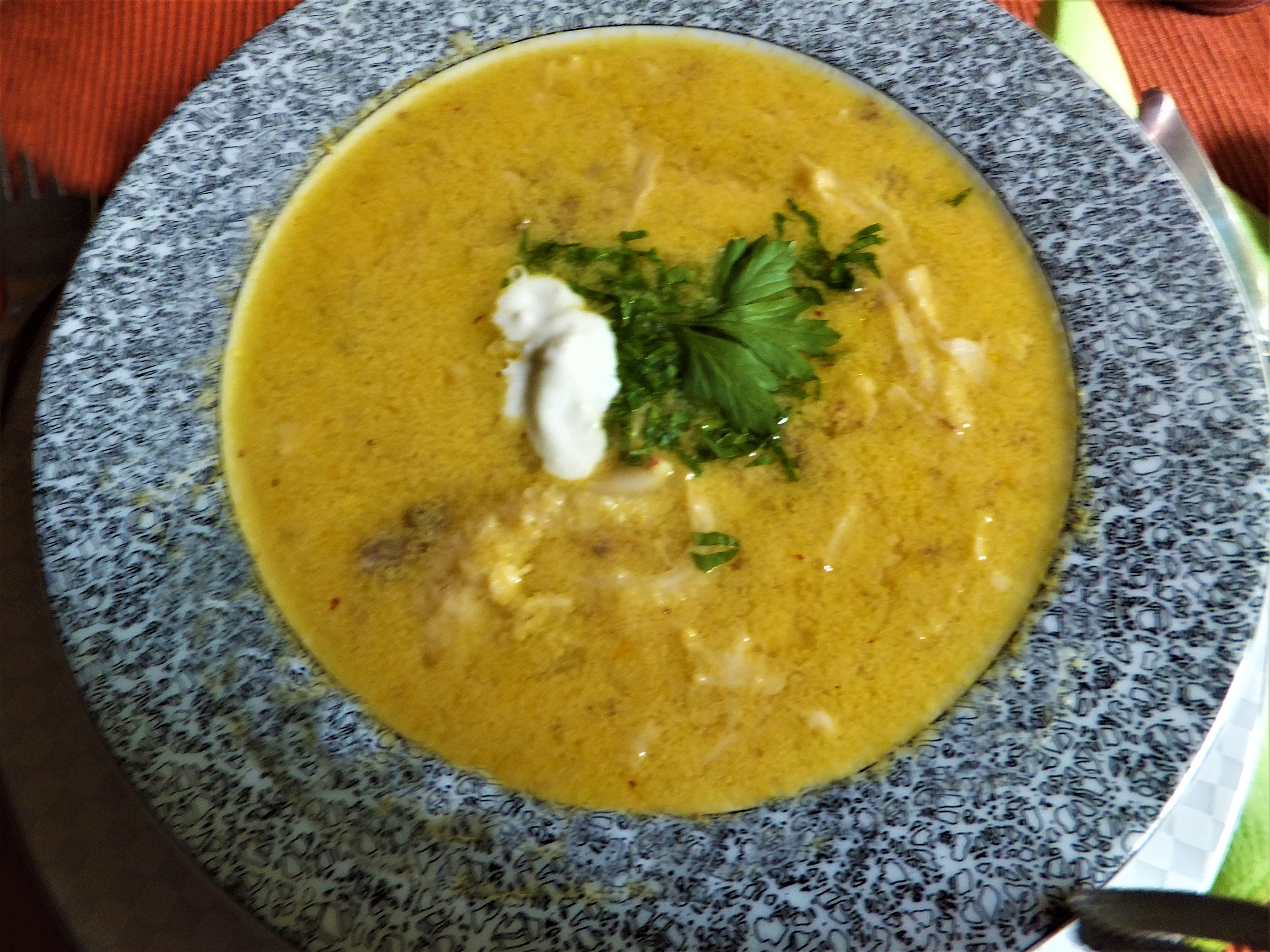
Ciorbă de burtă, rumänisch